# دين سامبسون
دين سامبسون (بالإنجليزية: Dean Sampson)‏ هو لاعب دوري الرغبي بريطاني، ولد في 27 يونيو 1967 في ويكفيلد في المملكة المتحدة.